# Calamus radulosus
Calamus radulosus är en enhjärtbladig växtart som beskrevs av Odoardo Beccari. Calamus radulosus ingår i släktet Calamus och familjen Arecaceae. Inga underarter finns listade i Catalogue of Life.